# Tomás de Tallerie
Tomás Eduardo de Tallerie y Amatller (Cartagena, 21 de diciembre de 1828 - ibidem, 21 de agosto de 1900), referido en ocasiones bajo la forma alternativa Tallarie y Ametller, fue un ingeniero naval –integrante del Cuerpo de Ingenieros de la Armada–, arquitecto y filántropo español.

## Biografía

### Orígenes
Tomás de Tallerie nació en 1828 en la ciudad española de Cartagena, en el entonces reino de Murcia, en el seno del matrimonio compuesto por el capitán de infantería Antonio de Tallerie y Teulieras, natural de la comuna francesa de Terrasson-Lavilledieu, y por la cartagenera Teresa Amatller García. Su bautizo tuvo lugar en la iglesia de Santa María de Gracia de la localidad, donde le fue impuesto el nombre Tomás Eduardo Santiago Demetrio.
Su madre Teresa Amatller era a su vez vástago del catalán Tomás Amatller, mercader asentado en Cartagena a finales del siglo XVIII y dedicado al comercio de tejidos y lienzos, mientras que su padre Antonio de Tallerie había llegado a España en 1823, como parte del ejército expedicionario francés que restauró a Fernando VII como soberano absolutista. El matrimonio de su hija procuró al patriarca Amatller acceso privilegiado a negocios como la almadraba de La Azohía y cargos como el comisionado de la sociedad de guardacostas.

### Carrera militar
Los estudios de Tomás de Tallerie como ingeniero naval comenzaron en 1850, con 22 años, cuando fue agraciado con una plaza de alumno en la Escuela Especial de Ingenieros de la Armada Española, en el Arsenal de la Carraca, en la que se desempeñó como alférez de fragata. Al año siguiente fue destacado a la Escuela de Ingenieros Navales de la Marina Nacional francesa en Lorient, donde obtuvo la formación teórica que más tarde, en 1854, complementaría con la práctica en el Arsenal de Tolón, ejerciendo ya el rango de alférez de navío. En 1855 fue destinado por primera vez a las atarazanas de Cartagena, donde supervisó durante dos meses la construcción de la fragata de hélice Petronila, hasta ser requerido en la Comandancia de Ingenieros de Madrid y posteriormente en la Junta de Almirantazgo.
En 1856 pudo regresar a Cartagena como teniente de navío, y dos años después ocupaba interinamente el mando de la Comandancia de Ingenieros, que poco después pasó a ocupar por derecho propio y como ascendido a capitán de fragata. La década de 1860 fue también fructífera para el ingeniero naval, pues si entre 1861 y 1866 asumía la dirección técnica de la edificación del dique flotante Virgen del Pilar junto al ingeniero de caminos José Baldasano y el ingeniero inglés John Fenwick, en 1864 medró a capitán de navío, en una época en que también le era encargada la fabricación de la fragata de hélice Gerona y fue botada la fragata blindada Zaragoza, cuyos planos fueron firmados por Tallerie. Bajo su mandato en la comandancia cartagenera promovió además la ampliación de la puerta del Arsenal, a la que adosó un reloj de torre de estilo neoclásico.
La Revolución de 1868 le sorprendió en el curso de una comisión en el extranjero, donde estudiaba las técnicas de construcción de buques blindados en Francia y el Reino Unido. El cambio de régimen no trastocó sin embargo su carrera, pues a su vuelta fue asignado a la Sección de Ingenieros de la Junta Provisional de Gobierno de la Armada y, al año siguiente, se le nombró jefe de la Sección de Construcciones del Almirantazgo. En 1870, culminó su promoción en el escalafón militar cuando fue elevado a ingeniero inspector de primera clase, lo cual le reportó asimismo la vocalía en la Junta de Construcciones del Almirantazgo, a la que siguió en 1873 la jefatura superior de Administración Civil y de la Sección de Ingenieros del Ministerio de Marina. En este tiempo trazó los proyectos de los buques de las clases Aragón y Caimán: respecto a los primeros, dotó al crucero homónimo, botado en 1879, de un servomotor hidráulico de autoría propia; y respecto a los segundos intervino especialmente en el cañonero Cocodrilo.
Antes de pasar a la reserva por voluntad personal en 1884, emprendió tareas como el diseño del sistema de achique del dique de la Campana, en el Arsenal de Ferrol y redactó los proyectos del cañonero General Lezo y de los cruceros de la clase Reina Cristina. Aún y todo, pese a estar retirado todavía remitió algunos planos para guardacostas torpederos como el Temerario y su clase homónima, supervisando su construcción a una edad ya bastante avanzada. En reconocimiento a su labor, en el Congreso de los Diputados llegó a solicitarse que le fuera concedido el título honorario de inspector general de ingenieros de la Armada. En 1900 falleció en Cartagena, su ciudad natal.

### Vida personal y contribuciones filantrópicas

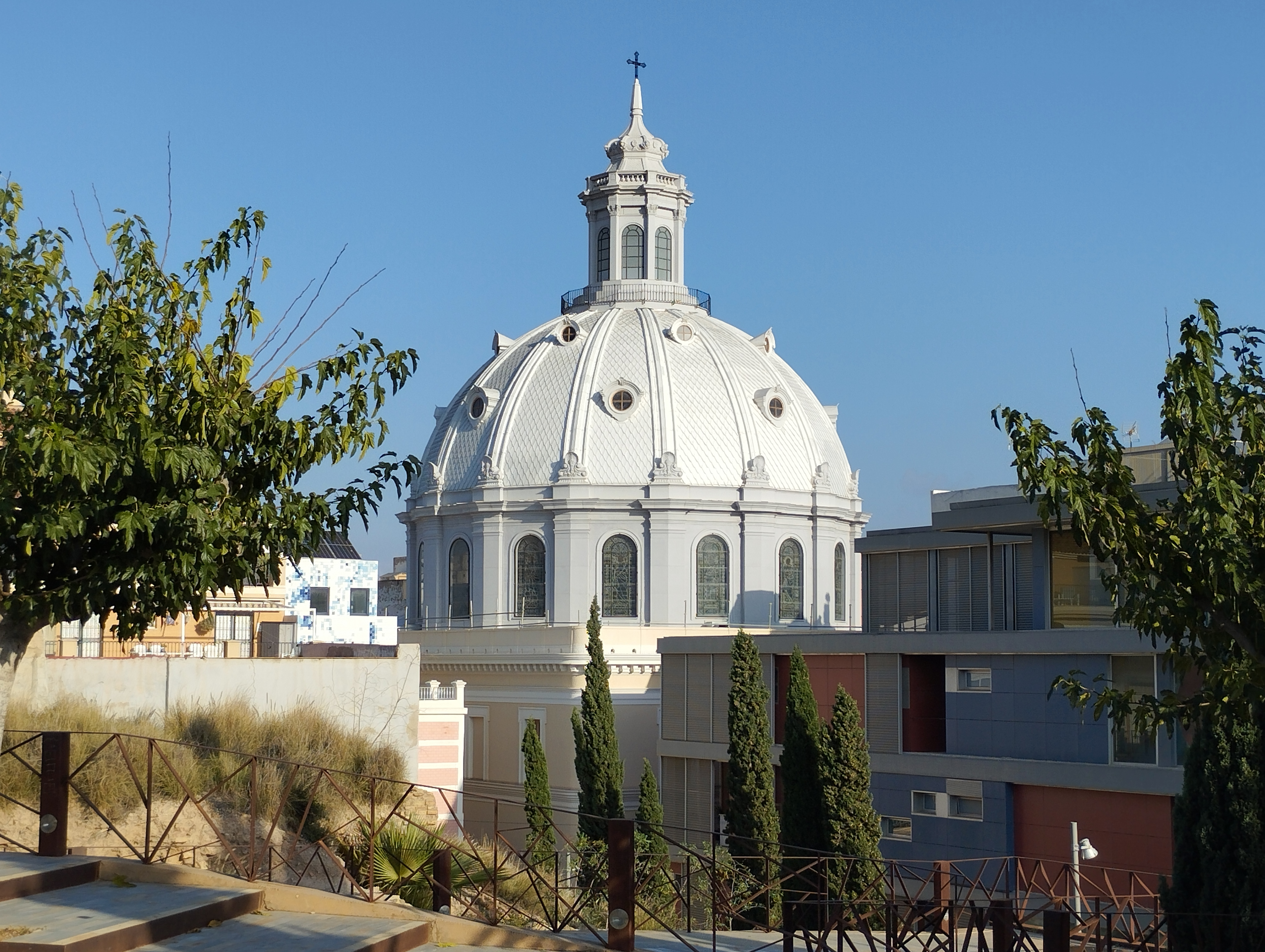
La cúpula de la iglesia de la Caridad, obra de Tomás de Tallerie.

En el ámbito privado de su vida, Tallerie contrajo nupcias con su esposa María de los Dolores Aguirre y Aldayturriaga en 1862. Una vez establecido de forma fija en Cartagena, entabló relación con la administración del Hospital de la Caridad, con el que colaboró desinteresadamente en multitud de ocasiones. Tal es así, que en 1878 fue invitado a formar parte de la junta de gobierno del mismo, y en 1889 fue elegido hermano mayor, cargo que ocupó hasta su defunción.
Esta vinculación al sanatorio para personas pobres tuvo sus mayores hitos en la construcción de la nueva y neoclásica iglesia del Hospital de la Caridad (1890-1893), de la que Tallerie fue autor del proyecto y director técnico junto al arquitecto diocesano Justo Millán Espinosa, y la donación de 15 000 pesetas provenientes de la retribución por haber dirigido las obras del dique seco en el Arsenal (1896-1900). Como agradecimiento a la primera acción, fue nombrado hijo ilustre y predilecto de Cartagena en sesión del Ayuntamiento del 9 de septiembre de 1893, distinción que se sumó a galardones regios como los títulos de caballero de la Orden del Mérito Naval, de la de Isabel la Católica y comendador de número de la Orden de Carlos III.